# John Nicolas Coldstream
John Nicolas Coldstream (geboren am 30. März 1927 in Lahore, Britisch-Indien; gestorben am 21. März 2008 in London) war ein britischer Klassischer Archäologe.
John Coldstream studierte Classics am Eton College und am King’s College in Cambridge. Nach dem Zweiten Weltkrieg war er unter anderem am Department of Greek and Roman Antiquities des British Museum angestellt, bevor er sich einer akademischen Karriere zuwandte. Von 1960 bis 1983 war er Professor für Ägäische Archäologie am Bedford College, anschließend am University College London Yates Professor of Classical Art and Archaeology. Bereits seit 1957 war er eng mit der British School at Athens verbunden, der er bis 1960 als Macmillan Student angehörte. 
Seine bedeutendsten Ausgrabungen führte Coldstream in Kythera und in Knossos durch und legte ausführliche Berichte über die dort gefundene Minoische Keramik vor. Herausragende Bedeutung erlangte er allerdings durch seine intensiven Forschungen zur Geometrischen Keramik, die er in ihrer vollen Verbreitung von Vorderasien bis nach Sizilien untersuchte. Das zusammenfassende Ergebnis dieser Untersuchungen, Greek Geometric Pottery: a Survey of Ten Local Styles and their Chronology, veröffentlichte er 1968. Coldstream selbst konnte noch 2008 eine Überarbeitung des Grundlagenwerks vornehmen. Nicht allein auf die Keramik beschränkt, sondern weiter ausholend, bearbeitete er die Geometrische Zeit in seinem Standardwerk Geometric Greece, das 1977 erschien und in einer ebenfalls von ihm selbst überarbeiteten Version 2003 neu aufgelegt wurde.
Coldstream war Mitglied der Society of Antiquaries of London, der British Academy und zahlreicher ausländischer Institutionen, unter anderem der 1837 gegründeten Archäologischen Gesellschaft in Athen und des Deutschen Archäologischen Instituts. 2003 erhielt er von der British Academy die Kenyon Medal for Classical Studies.
Seit 1970 war Coldstream mit der Kunsthistorikerin Nicola Coldstream verheiratet. Privat galt er als hervorragender Pianist.

## Publikationen (Auswahl)
- Greek Geometric Pottery: a Survey of Ten Local Styles and their Chronology. Methuen, London 1968. 2. überarbeitete Auflage. Bristol Phoenix Press, 2008, ISBN 1904675816.
- Kythera: Excavations and Studies Conducted by the University of Pennsylvania Museum and the British School at Athens. Noyes Press, Park Ridge, NJ 1973, ISBN 0815550170.
- Geometric Greece. 1977. 2. überarbeitete Auflage. Routledge, London 2003, ISBN 0415298989.
- Knossos Pottery Handbook: Greek and Roman. British School at Athens, London 2001, ISBN 0904887383.